# Berings ö
Berings ö är en klippö som tillhör Ryssland och ligger vid södra ändan av Berings hav, utanför Kamtjatkas kust. Huvudorten heter Nikolskoje. Den är den största ön i ögruppen Kommendörsöarna.
Den är 37 till 45 kilometer bred, 111 kilometer lång och ca 100 meter hög. Arealen är ungefär 1 660 kvadratkilometer. Flera sjöar och mineralkällor finns på ön. Temperaturen växlar mellan +17° och –17°.
Ingen trädvegetation förekommer men ön är rik på pälsdjur. Olika arter som fjällräv, havsutter och Stellers sjöko blev snabbt utrotade.
Ön upptäcktes under den sista färd som gjordes av Vitus Bering som avled här den 19 december 1741.